# Polyscias jackiana
Polyscias jackiana är en araliaväxtart som först beskrevs av George Don, och fick sitt nu gällande namn av Lowry och G.M.Plunkett. Polyscias jackiana ingår i släktet Polyscias och familjen Araliaceae. Inga underarter finns listade.